# 宮崎県サッカーリーグ
宮崎県サッカーリーグ (みやざきけんサッカーリーグ) とは、全国の各都道府県にあるサッカーの都道府県リーグのひとつ。宮崎県のクラブチームが参加するリーグである。

## 概要
2015年までは3部制（各9チーム）であったが、2016年から2部と3部を統合し2ブロックに再編、2部制（1部9チーム・2部各ブロック9チーム）となった。その後参加チーム数の減少に伴い、2022年には2部が1ブロックに統合されている（1部9チーム・2部12チーム）。
2023年からは1部・2部が各7チームに再編されるとともに、3部を新設。8年ぶりに3部制となった。

### リーグ構成
- 1部（7チーム）[1]
- 2部（7チーム）[2]
- 3部（5チーム）[3]

1部・2部は1回戦総当たり、3部は2回戦総当たりで行う。

### 昇格・降格に関して
- 1部優勝チームは九州各県リーグ決勝大会の出場権を得る。同大会優勝で九州サッカーリーグに昇格、準優勝で九州リーグ9位と入替戦を行う。
- 1部7位は2部に自動降格。2部1位は1部に自動昇格。
- 1部6位と2部2位は入替戦を行う。
- 2部7位は3部に自動降格。3部1位は2部に自動昇格。
- 2部6位と3部2位は入替戦を行う。

なお、いずれも九州リーグとの昇降格により変動する可能性がある。

## 参加チーム (2025年)

### 1部
- 宮崎産業経営大学FC
- 延岡市SC
- NEXUS都城FC
- 高鍋OFC
- 西都蹴球会
- MSG SOGNATORE FC
- LAHAINA

### 2部
- J.U.R.I.SC
- 日南蹴友会
- 西都スパークス
- 宮崎蹴球団ドリームズ
- 宮崎市役所サッカー部
- FCペレグリン
- ジンムライド高原

### 3部
- 新田原基地サッカー部
- FC増田
- KTFC
- 日向太陽SC1973
- 宮崎県庁SC

## 歴代優勝チーム

### 1部
- 2000年 (第27回)　プロフェソール宮崎FC
- 2001年 (第28回)　延岡市SC
- 2002年 (第29回)　延岡市SC
- 2003年 (第30回)　延岡市SC
- 2004年 (第31回)　延岡市SC
- 2005年 (第32回)　延岡市SC
- 2006年 (第33回)　延岡市SC
- 2007年 (第34回)　エストレーラ宮崎FC
- 2008年 (第35回)　MSU FC
- 2009年 (第36回)　MSU FC
- 2010年 (第37回)　宮崎産業経営大学FC
- 2011年 (第38回)　延岡市SC
- 2012年 (第39回)　宮崎産業経営大学FC
- 2013年 (第40回)　MSU FC
- 2014年 (第41回)　J.FC MIYAZAKI
- 2015年 (第42回)　宮崎蹴球団ドリームス
- 2016年 (第43回)　延岡市SC
- 2017年 (第44回)　宮崎産業経営大学FC
- 2018年 (第45回)　宮崎産業経営大学FC
- 2019年 (第46回)　宮崎産業経営大学FC
- 2020年 (第47回)　新型コロナウイルスの影響により、リーグ戦中止[4]
- 2021年 (第48回)　新型コロナウイルスの影響により、リーグ戦中止[5]
- 2022年 (第49回)　FC NEXUS
- 2023年 (第50回)‌　‌宮崎産業経営大学FC
- 2024年 (第51回)‌　‌NEXUS都城FC

### 2部
- 1999年 (第26回)　プロフェソール宮崎FC
- 2004年 (第31回)　西諸ドリームズSC
- 2005年 (第32回)　日向太陽SC1973
- 2006年 (第33回)　都農FC
- 2007年 (第34回)　寺門健
- 2008年 (第35回)　田野ウィングス
- 2009年 (第36回)　児湯クラブ
- 2010年 (第37回)　楽蹴クラブ
- 2011年 (第38回)　高鍋OFC
- 2012年 (第39回)　新田原基地サッカー部
- 2013年 (第40回)　宮崎蹴球団ドリームズ
- 2014年 (第41回)　J.U.R.I.SC
- 2015年 (第42回)　FCペレグリン
- 2016年 (第43回)　宮崎産業経営大学FC
- 2017年 (第44回)　MSG SOGNATORE FC
- 2018年 (第45回)　Aブロック：宮崎蹴球団ドリームズ、Bブロック：日向太陽SC1973
- 2019年 (第46回)　Aブロック：LAHAINA、Bブロック：九保大エルフAGATA
- 2020年 (第47回)　新型コロナウイルスの影響により、リーグ戦中止
- 2021年 (第48回)　Aブロック：西都スパークス[6]、Bブロック：FC NEXUS[7]
- 2022年 (第49回)　西都蹴球会
- 2023年 (第50回)　西都セレジェイラFC
- 2024年 (第51回)‌　‌MSG SOGNATORE FC

### 3部
- 2005年 (第32回)　FC都城蹴愛
- 2006年 (第33回)　寺門健
- 2007年 (第34回)　新田原基地サッカー部
- 2008年 (第35回)　五十市FC
- 2009年 (第36回)　JURI SC
- 2010年 (第37回)　宮崎蹴球団ドリームス
- 2011年 (第38回)　FC.GARYUW
- 2012年 (第39回)　宮崎市役所
- 2013年 (第40回)　宮崎県庁SC
- 2014年 (第41回)　FC増田
- 2015年 (第42回)　西都蹴球会

2016年〜2022年 3部廃止
- 2023年 (第50回)　LAHAINA
- 2024年 (第51回)‌　‌ジンムライド高原